# Noah Centineo
Noah Gregory Centineo (Miami, 1996. május 9. –) amerikai színész, modell.
Legismertebb alakítása Peter Kavinsky A fiúknak, akiket valaha szerettem (2018), A fiúknak – Utóirat: Még mindig szeretlek (2020) és A fiúknak – Örökkön örökké (2021) című filmekben. A Csináld magad szuper pasi (2014) című filmben is szerepelt. Atomcsapást alakította a Black Adam (2022) című szuperhősfilmben, valamint Owen Hendricks nyomozót a Netflix Megzsarolva (2022-2025) című kém-kalandfilmsorozatában.

## Fiatalkora
Centineo a floridai Miamiban született és a floridai Boynton Beachen nőtt fel. Van egy nővére, Taylor. A BAK Middle School of the Arts-ba járt, majd a Boca Raton közösségi középiskolába, ahol focizott. 2012-ben Los Angelesbe költözött.

## Pályafutása
Első komolyabb szerepe Jaden Stark volt a Disney Channel Csináld magad szuper pasi című filmben (2014).
2015-ben vette át Jesus Adams Foster szerepét a The Fosters című dráma sorozatában.
2017-ben Hawk Carterként tűnt fel a T@gged – Célkeresztben című sorozatban. Ugyanebben az évben feltűnt a Havana című dal videóklipjében, mint Camila Cabello szerelme.

## Magánélete
2020 februárjában Centineo a Harper's Bazaarnak adott interjújában elárulta: 17 és 21 éves kora között „egy nagyon nehéz időszakot élt át az életében”, amelynek során alkoholt és drogokat fogyasztott. A 21. születésnapja után egy évig józan volt.
2019 márciusától 2020 áprilisáig volt párkapcsolatban Alexis Ren modellel.

## Filmográfia

### Film
| Év   | Magyar cím                                | Eredeti cím                            | Szerep                        | Magyar hang   |
| ---- | ----------------------------------------- | -------------------------------------- | ----------------------------- | ------------- |
| 2009 |                                           | The Gold Retrievers                    | Josh Peters                   |               |
| 2011 |                                           | Turkles                                | David                         |               |
| 2017 |                                           | Can't Take It Back                     | Jake Roberts                  |               |
| 2017 |                                           | SPF-18                                 | Johnny Sanders Jr.            |               |
| 2018 | A fiúknak, akiket valaha szerettem        | To All the Boys I've Loved Before      | Peter Kavinsky                | Bogdán Gergő  |
| 2018 | Sierra Burgess egy lúzer                  | Sierra Burgess Is a Loser              | Jamey                         | Miller Dávid  |
| 2018 | Koppints, és kavarj                       | Swiped                                 | Lance Black                   |               |
| 2019 | Tökéletes pasi                            | The Perfect Date                       | Brooks Rattigan               |               |
| 2019 | Charlie angyalai                          | Charlie's Angels                       | Langston                      | Jéger Zsombor |
| 2020 | A fiúknak – Utóirat: Még mindig szeretlek | To All the Boys: P.S. I Still Love You | Peter Kavinsky                | Bogdán Gergő  |
| 2021 | A fiúknak – Örökkön örökké                | To All the Boys: Always and Forever    | Peter Kavinsky                | Bogdán Gergő  |
| 2022 | Black Adam                                | Black Adam                             | Albert Rothstein / Atomcsapás | Bogdán Gergő  |
| 2023 | Álmaid hőse                               | Dream Scenario                         | Dylan (cameo)                 | Juhai Bence   |
| 2025 | Hadviselés                                | Warfare                                | Brian / Zawi                  |               |
| 2025 |                                           | Our Hero, Balthazar                    | Anthony                       |               |

### Televízió
| Év         | Magyar cím                | Eredeti cím                              | Szerep             | Megjegyzések                                                  |
| ---------- | ------------------------- | ---------------------------------------- | ------------------ | ------------------------------------------------------------- |
| 2011–2012  | Austin és Ally            | Austin & Ally                            | Dallas             | visszatérő szerep (3 epizód)                                  |
| 2013       | Marvin, Marvin            | Marvin Marvin                            | Blaine Hotman      | 1 epizód                                                      |
| 2013       | Indul a risza!            | Shake It Up                              | Monroe             | 1 epizód                                                      |
| 2013       |                           | Ironside                                 | fiú                | 1 epizód                                                      |
| 2014       |                           | Growing Up and Down                      | Ben Eastman        | kiadatlan próbaepizód                                         |
| 2014       |                           | Newsreaders                              | Josh               | 1 epizód                                                      |
| 2014       | Jessie                    | Jessie                                   | Rick Larkin        | 1 epizód                                                      |
| 2014       | Főállású fater            | See Dad Run                              | Carson Castle      | 1 epizód                                                      |
| 2014       | Csináld magad szuper pasi | How to Build a Better Boy                | Jaden Stark        | - tévéfilm - magyar hangja: - Juhász Levente                  |
| 2015–2018  |                           | The Fosters                              | Jesus Adams Foster | főszerep (3–5. évad)                                          |
| 2017- 2018 | T@gged – Célkeresztben    | T@gged                                   | Hawk Carter        | - visszatérő szerep - magyar hangja: - Bergendi Áron          |
| 2019       |                           | Good Trouble                             | Jesus Adams Foster | 1 epizód                                                      |
| 2020       |                           | #KidsTogether: The Nickelodeon Town Hall | önmaga             | televíziós különkiadás                                        |
| 2022–2025  | Megzsarolva               | The Recruit                              | Owen Hendricks     | - főszereplő - vezető producer - magyar hangja: - Gacsal Ádám |
| 2025       | Puszi: Kitty              | XO, Kitty                                | Peter Kavinsky     | 1 epizód                                                      |